# Islamizm

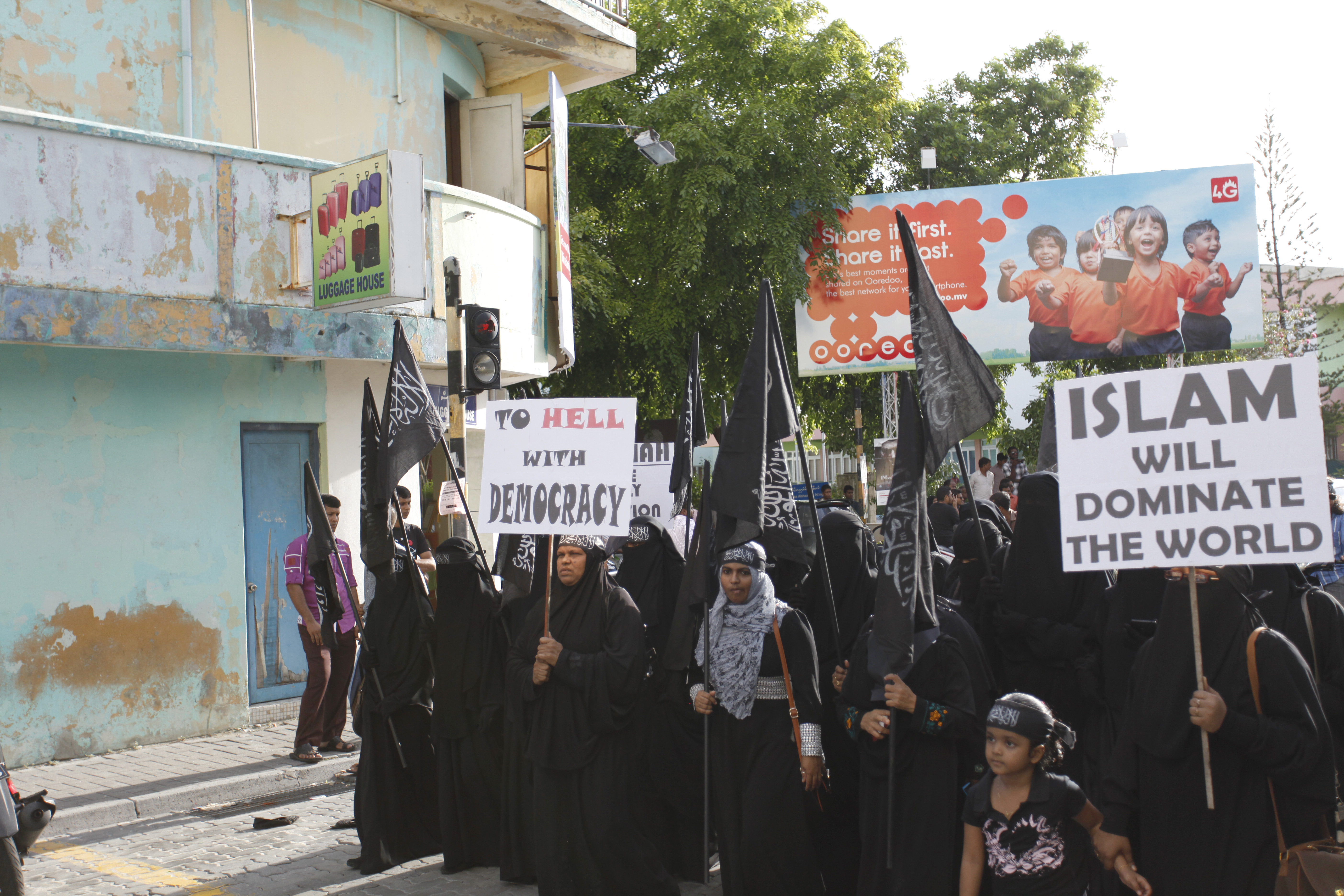
Demonstracja zwolenników przywrócenia szariatu (Malediwy, 2014)

Islamizm – ideologia polityczna wywiedziona z fundamentalizmu islamskiego. W islamizmie islam jest traktowany nie tylko jako religia, ale i jako całościowy system polityczny, który regulować powinien prawne, gospodarcze i społeczne aspekty funkcjonowania państwa w oparciu o literalną interpretację Koranu i hadisów. Celem islamizmu jest wprowadzenie państwa wyznaniowego, rządzonego zgodnie z zasadami prawa religijnego – szariatu.
Powszechna bieda i wiążące się z nią konflikty społeczne w krajach muzułmańskich w XX wieku spowodowały rozpowszechnienie w nich ruchów socjalistycznych. Jednak wraz z upadkiem Związku Radzieckiego wpływ lewicowych ideologii został znacznie ograniczony. Islamizm pozostał główną ideologią rewolucyjną w społeczeństwach muzułmańskich, a do jego umocnienia przyczynia się konflikt ze światem zachodnim, którego przejawem mają być między innymi okupacja Zachodniego Brzegu Jordanu przez Izrael, a także wojna z terroryzmem, między innymi w Strefie Gazy, Iraku czy Syrii.

## Zróżnicowanie islamizmu
Ruchy islamistyczne są ogromnie zróżnicowane zarówno pod względem celów, jak i środków. Część islamistów neguje wszelkie bariery narodowe, chcąc zjednoczenia całej społeczności muzułmańskiej (umma) pod w obrębie jednego globalnego kalifatu (panislamizm), podczas gdy inni uznają istnienie państwa narodowego. Ideał ustrojowy islamistów może mieć zarówno charakter teokratyczny (Hizb at-Tahrir) jak i demokratyczny (Bracia Muzułmańscy); w sferze gospodarczej większość islamistów opowiada się za ustrojem opartym na własności prywatnej, ale pojawiały się też koncepcje „islamskiego socjalizmu” (Ludowi Mudżahedini). Pod względem metod działania zaobserwować można trzy alternatywne strategie: udział w wyborach, oddolną islamizację społeczeństwa (dawa) i walkę zbrojną (dżihad).
Czołowym teoretykiem islamizmu ekstremistycznego był Sajjid Kutb podczas gdy islamizm modernistyczny reprezentuje Tariq Ramadan; najwyższym autorytetem szyickim był Ruhollah Chomejni. Do najważniejszych ugrupowań islamistycznych należą reprezentujące różne nurty: umiarkowana Partia Wolności i Sprawiedliwości i radykalna (salaficka) Partia Światła w Egipcie, Hamas w Palestynie, Hezbollah w Libanie, Front na rzecz Sprawiedliwości i Rozwoju w Algierii, Partia Odrodzenia w Tunezji, Partia Sprawiedliwości i Rozwoju w Turcji, sunnicka Islamska Partia Iraku i szyicka Najwyższa Rada Islamska w Iraku (dawniej: Najwyższa Rada Rewolucji Islamskiej w Iraku), Zgromadzenie Islamskie w Pakistanie.

## Islam a islamizm
Niektóre z zamieszczonych tu informacji wymagają weryfikacji.
Dokładniejsze informacje o tym, co należy poprawić, być może znajdują się w dyskusji tej sekcji.
 Po wyeliminowaniu niedoskonałości należy usunąć szablon {{Dopracować}} z tej sekcji.
Według amerykańskiego politologa Daniela Pipesa islamizm stanowi jedną z trzech odpowiedzi świata islamskiego na wyzwania współczesności i dominację kultury zachodniej, obok sekularyzmu i reformizmu.
W odczuciu islamistów muzułmanie zostali zdominowani przez Zachód, ponieważ nie są dobrymi muzułmanami. Stąd wniosek, że można odzyskać utraconą w przeszłości chwałę jedynie przez powrót na drogę tradycji, a można to osiągnąć tylko poprzez życie w pełni podporządkowane prawu Szariatu. Czyniąc starania w celu budowy drogi życia na czystym fundamencie praw Szariatu, islamiści usiłują odrzucić wszelkie aspekty wpływów Zachodu: obyczaje, filozofię, instytucje polityczne i wartości. „Lecz mimo tych wysiłków, dalej przyswajają sobie z Zachodu bardzo wiele, na nieskończenie liczne sposoby. Bo przecież potrzebują nowoczesnej technologii, szczególnie jej zastosowań militarnych i medycznych. Z drugiej strony, sami skłaniają się do nowoczesnego życia i przez to głębiej tkwią” – zauważa Pipes.